# Shawn Ray
Shawn Ray (* 9. September 1965 in Placentia (Kalifornien), USA) ist ein ehemaliger US-amerikanischer Profi-Bodybuilder und heutiger Autor.

## Leben
Mit 17 Jahren begann er in der High School seinen Körper zu trainieren, um mehr Masse für den Footballsport zu erlangen. Er wurde 1985 Teenage Mr. America und im gleichen Jahr Junior Mr. World.
Er gewann 1990 den Pro Ironman Wettbewerb und 1990 sowie 1991 die Arnold Classic. Der Titel von 1990 wurde ihm aufgrund eines positiven Dopingtests im Nachhinein aberkannt.
Am Mr. Olympia Wettbewerb nahm er 13 mal teil, seine besten Platzierungen waren zweimal der zweite Platz 1994 und 1996, hier musste er sich der damaligen Dominanz des Briten Dorian Yates beugen, der beide Jahre den Titel gewann. 1990, 1993 und 1997 erreichte er jeweils den dritten Platz.